# أبو بكر بن أبي صالح
أبو بكر بن أبي صالح كان رجل دولة فارسيًا، وكان وزيرًا للسلطان الغزنوي فاروق زاد (حكم من عام 1052 إلى عام 1059) من عام 1055 إلى عام 1059. وعندما اعتلى ابنه إبراهيم الغزنوي العرش، عُين أبو بكر رئيسًا تنفيذيًّا للحاكم الجديد، بينما عُين أبو سهل الخجندي وزيرًا. قُتل أبو بكر على يد مجموعة من القادة الأتراك وحراس القصر في أوائل ستينيات القرن الحادي عشر الميلادي.